# 七尾大泊インターチェンジ
七尾大泊インターチェンジ（ななおおおとまりインターチェンジ）は、石川県七尾市大泊町にある能越自動車道（七尾氷見道路）のインターチェンジである。

## 歴史
- 2012年（平成24年）8月31日 - IC名称が「大泊IC（仮称）」から「七尾大泊IC」に正式決定[3]。
- 2013年（平成25年）3月24日 - 当IC - 七尾城山IC間開通に伴い、供用開始[1][2][4][5]。
- 2015年（平成27年）2月28日 - 灘浦IC - 当IC間が開通[2][5][6][7][8]。

## 道路
- E41 能越自動車道（七尾氷見道路）

## 接続道路
- 国道160号

## 周辺
- 富山湾
  - 仏島
  - 虻ガ島
- 石動山
- 道の駅いおり

## 隣
E41 能越自動車道（七尾氷見道路）
(7) 灘浦IC - (PA) 能越県境PA（石動山側）/能越県境PA（仏島側） -  (8) 七尾大泊IC - (9)七尾城山IC